# 威尔·杜兰特
威廉·詹姆斯·“威尔”·杜兰特（William James "Will" Durant，/dəˈrænt/，1885年11月5日—1981年11月7日），美国作家、历史学家和哲学家。威尔·杜兰特先后在美国圣彼得学院和哥伦比亚大学接受高等教育，后来进入哥伦比亚大学研究生物学，并在美国著名哲学家杜威的指导下攻读哲学，1917年获哥大博士学位。他最知名的著作是与他妻子阿里尔·杜兰特，从1935年至1975年合作写成的11卷本《文明的故事》。他早期知名著作为1926年出版的《哲学的故事》，被形容“有助于推广哲学的开创性著作”。《落葉》是他生前最後一本著作，這本書著作到他過世的前一天都還在寫，當時威爾·杜蘭特已經96歲。
杜兰特获得过1968年普立兹非小说奖，和1977年總統自由勳章。

## 作品
- 《哲学的故事》，1926年
- 《文明的故事》，1935年至1975年
- 《历史的教訓》，1968年（臺灣譯為《讀歷史，我可以學會什麼？》）